# Church Bells
«Church Bells» —en español: «Campanas de iglesia»— es una canción grabada por la cantante y compositora estadounidense Carrie Underwood de su quinto álbum de estudio, Storyteller. La canción fue escrito por Zach Crowell, Brett James, y Hillary Lindsey, con la producción de Mark Bright, y servirá como el tercer sencillo del álbum en Estados Unidos, de ser enviado a la radio el 3 de abril de 2016, y que tiene un funcionario fecha de impacto del 11 de abril.

## Video musical
El vídeo musical para el sencillo fue filmado durante el Storyteller Tour en Lincoln, Nebraska. El video musical fue lanzado el 10 de mayo de 2016, y estrenada en Good Morning America.

## Lista de canciones
Descarga digital
1. «Church Bells» – 3:14

## Posicionamiento en listas
| Lista (2015–16)                            | Mejor posición |
| ------------------------------------------ | -------------- |
| Canadá Country (Billboard)                 | 23             |
| US Bubbling Under Hot 100 (Billboard)      | 3              |
| Estados Unidos Country Airplay (Billboard) | 15             |
| Estados Unidos (Hot Country Songs)         | 17             |